# Jarosław Wasiak
Jarosław Wasiak (* 28. Januar 1984) ist ein ehemaliger polnischer Sprinter, der sich auf den 400-Meter-Lauf spezialisiert hat.

## Sportliche Laufbahn
Erste internationale Erfahrungen sammelte Jarosław Wasiak im Jahr 2005, als er bei den U23-Europameisterschaften in Erfurt mit 10,69 s in der ersten Runde im 100-Meter-Lauf ausschied. 2009 gewann er mit der polnischen 4-mal-400-Meter-Staffel bei den Halleneuropameisterschaften in Turin in 3:07,04 min gemeinsam mit Jan Ciepiela, Marcin Marciniszyn und Piotr Klimczak die Bronzemedaille hinter den Teams aus Italien und dem Vereinigten Königreich. Im Juli schied er bei der Sommer-Universiade in Belgrad mit 47,96 s in der Vorrunde im 400-Meter-Lauf aus. 2011 beendete er dann seine aktive sportliche Karriere im Alter von 27 Jahren.

## Persönliche Bestzeiten
- 100 Meter: 10,50 s (+2,0 m/s), 18. Juni 2005 in Krakau
- 200 Meter: 21,23 s (+1,7 m/s), 9. September 2006 in Łódź
- 400 Meter: 46,96 s, 4. Juli 2008 in Stettin
  - 400 Meter (Halle): 47,57 s, 21. Februar 2009 in Spała